# Alfons Faściszewski
Alfons Faściszewski ps. Konar, Brodacz, Majster (ur. 12 grudnia 1901 w Stryju, zm. 29 stycznia 1944 w Ernestynowie) – uczestnik wojny polsko-bolszewickiej, żołnierz ruchu oporu od 1940, major Armii Krajowej.

## Życiorys
W 1918 przerwał naukę w szkole średniej i wstąpił ochotniczo do Wojska Polskiego. Służył w łączności 3 pułku ułanów, z którym brał udział w wojnie polsko-bolszewickiej. Po zakończeniu walk pracował jako nauczyciel w szkołach powszechnych. W 1938 ukończył zaocznie studia pedagogiczne i został kierownikiem szkoły w Końskowoli.
Od 1940 organizator konspiracji w powiecie puławskim, m.in. redagował pismo konspiracyjne „Wisła”. Został dowódcą Związku Odwetu AK w okręgu lubelskim. Od kwietnia 1942 był poszukiwany przez Gestapo, ukrywał się w Żyrzynie i okolicach.
Zginął 29 stycznia 1944 w Ernestowie wraz ze swym adiutantem, oficerem Kedywu Tadeuszem Ruszczykowskim zamordowany przez grupę własowców. Pochowany początkowo w Ernestynowie, a następnie przeniesiony na cmentarz w Żyrzynie.
W lutym 1944 został pośmiertnie odznaczony Krzyżem Srebrnym Orderu Virtuti Militari i awansowany na stopień podpułkownika Wojska Polskiego. W 2017 został odznaczony także Krzyżem Komandorskim Orderu Odrodzenia Polski.